# Відносини Югославія — Європейські спільноти
Від створення Європейського економічного співтовариства (згодом розширеного до Європейського Союзу) у 1957 році до розпаду Югославії на початку 1990-х років, тобто протягом Холодної війни Соціалістична Федеративна Республіка Югославія була першою соціалістичною державою, яка розвивала відносини з цими організаціями. Незважаючи на випадкові та неформальні пропозиції, які надходили з обох сторін, Югославія так і не стала повноправним членом ЄЕС.
ЄЕС, а згодом і ЄС, називали розпад Югославії причиною екзистенційної провини в тому, що не вдалося запобігти гуманітарній кризі на суміжній території, і це послужило плацдармом для створення Спільної зовнішньої політики та політики безпеки.
Взаємодія між двома сторонами активізувалася наприкінці 1980-х і на початку 1990-х років, але 25 листопада 1991 року весь процес було згорнуто через війни в Словенії та Хорватії. До згортання Югославія була другим за величиною торговим партнером ЄЕС у Середземноморському регіоні, відразу після Алжиру, при цьому 90 % промислового імпорту з Югославії до ЄЕС не обкладалися жодним митом.

## Історія

### 1948—1967 роки
Після розколу Тіто-Сталіна 1948 року Югославія змінила свою зовнішню політику від тісного союзу з Радянським Союзом до де-факто західної орієнтації, а потім до нейтралітету, до остаточного курсу на неприєднання. Балканський пакт 1953 року, підписаний Грецією, Туреччиною та Югославією, дозволяв Югославії опосередковано асоціювати себе з НАТО до 1956 року й до кінця періоду Інформбіро. У 1950 році Югославське радіотелебачення стало одним із засновників Європейського мовного союзу і того ж року скасувало своє членство в IBO. У 1962 році Федеративна Народна Республіка Югославія була першою соціалістичною європейською державою, для якої Рада Європейського економічного співтовариства визнала можливість початку технічних переговорів про співпрацю. Міністерство закордонних справ Югославії провело 26 лютого 1964 року актуальну нараду про відносини Югославії з західноєвропейськими державами, прийшовши до висновку, що ці відносини постійно покращуються. Під час зустрічі особлива увага була приділена югославським відносинам із Західною Німеччиною, де Міністерство високо оцінило результати у взаємній торгівлі, туристичних візитах та науковому співробітництві. З іншого боку, міністерство розкритикувало терпимість Німеччини до деструктивної діяльності антиюгославської еміграції після Другої світової війни, кампаній проти Кочі Поповича та відкладення судового розгляду проти організаторів і виконавців терористичної атаки на югославське представництво в Бад-Годесберзі 29 листопада 1962. Міністерство також розкритикувало небажання виконувати зобов'язання та компенсації югославським жертвам Другої світової війни.

### 1968—1987 роки
Завдяки розвиненим економічним відносинам і чисельності експатської спільноти відносини із Західною Німеччиною відігравали особливо важливу роль у комплексі двосторонніх відносин Югославії з державами-членами ЄЕС. Формальні двосторонні відносини між Югославією та Західною Німеччиною були скасовані відповідно до доктрини Гальштейна після визнання Югославією Східної Німеччини в 1957 році, що обмежило відносини майже виключно сферою економіки. У 1965 р. почалися експертні переговори з ЄЕС, а також переговори про масштаби майбутнього економічного співробітництва та потенційного торговельного обміну. Відносини були відновлені після обрання Віллі Брандта та його візиту до Югославії в 1968 році в рамках його зусиль Ostpolitik. Тіто і Брандт обговорювали воєнні репарації, що призвели до створення так званої формули Бріоні, зосередженої на допомозі розвитку та кредитах на дуже щедрих умовах замість офіційних репарацій. Ця формула дозволила Югославії отримати до 1 мільярда німецьких марок і згодом була використана з Польщею. Белград висловив своє невдоволення нерівним ставленням до численних югославських робітників у Німеччині порівняно з італійськими, іспанськими та турецькими робітниками, а також діяльністю націоналістичних еміграційних груп. Було також невдоволення деякими церемоніальним аспектом Ostpolitik, в якому Соціалістична Республіка Румунія нормалізувала свої відносини із Західною Німеччиною до Югославії і в якій знаменитий Кніфал фон Варшау 1970 року у Варшаві не був подібним жестом до жертв крагуєвської різанини під час його другого візиту до Югославії в 1973 році. Незважаючи на певну притаманну напруженість, у центрі уваги оновлені двосторонні відносини були міжнародні відносини, включаючи кризи на Близькому Сході та В'єтнамі, Нараду з безпеки та співробітництва в Європі та Розрядка в Європі та діяльність Руху неприєднання.
Вже в 1967 р. була підписана офіційна Декларація про відносини між СФР Югославією та ЄЕС. У 1969 році, після вторгнення Варшавського договору в Чехословаччину 1968 року, було відкрито Постійне представництво СФРЮ при ЄЕС. У 1977 р. ЄЕС надала Югославії доступ до Європейського інвестиційного банку. Протягом 1977—1978 років Белград був містом-господарем першого наступного засідання Наради з безпеки і співробітництва в Європі. До 1980 року Європейський інвестиційний банк надав дві позики загальною вартістю 50 мільйонів ЕКЮ для з'єднання югославської високовольтної мережі розподілу електроенергії з грецькою та італійською мережами та для будівництва частини трансюгославської дороги.
У 1978 році Європейське співтовариство та Югославія почали переговори щодо Угоди про співробітництво, яка була підписана в квітні 1980 року і набула чинності в квітні 1983 року. Угода про співробітництво містила положення щодо торгівлі, фінансової допомоги та співробітництва в галузях промисловості, науки і техніки, енергетики, сільського господарства, транспорту, навколишнього середовища та туризму. Ця угода була третьою між двома сторонами і була сприяла бажанню Співтовариства підвищити граничні тарифи, які за попередньою угодою були значно нижчими для сільськогосподарської продукції. Незважаючи на деякі застереження деяких держав-членів, Співтовариство було готове запропонувати більш вигідні торгові умови для Югославії через підвищення торговельного дисбалансу та збільшило експорт Югославії на ринок РЕВ, який став його найбільшим експортним ринком у 1974 році та найбільшим загальним торговим партнером у 1974 році. 1978 рік, факт, який викликав занепокоєння як у Брюсселі, так і в Белграді. Нова угода містила положення про більш широке співробітництво в галузях промисловості, сільського господарства, науки і техніки, енергетики, туризму та транспорту. Особлива увага приділялася регулюванню статусу тимчасових югославських робітників, в той час як Югославія була визнана країною, що розвивається, що означало, що торгові зобов'язання більше не були рівними з обох сторін, а становили більший формальний тягар для громади.

### 1988—1992 роки

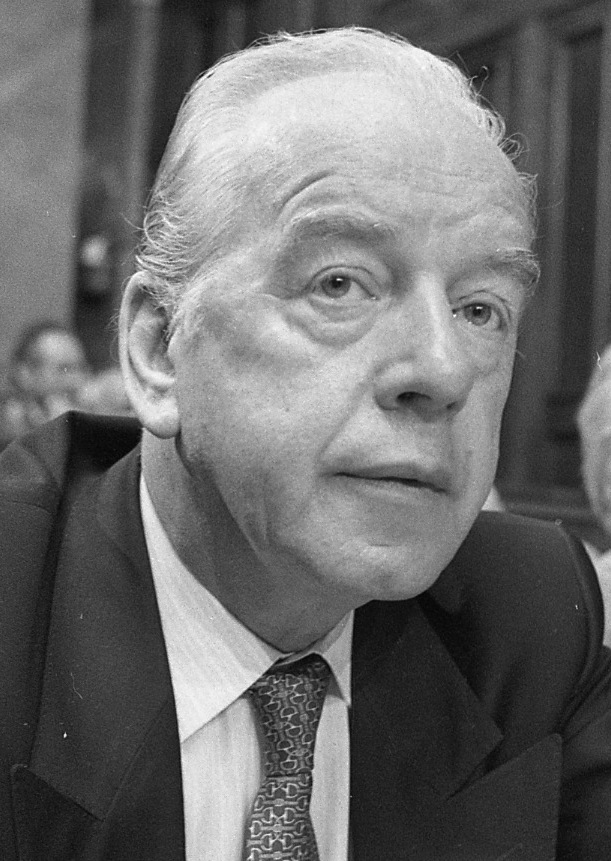
Будимир Лончар

8 червня 1988 року держсекретар закордонних справ Будимир Лончар сказав членам колективного президентства Югославії, що в Європі відбуваються значні інтеграційні процеси і створюється єдиний ринок, який потребує адаптації з боку Югославії. Наприкінці 1989 року Югославія ініціювала підписання угоди про асоціацію, оскільки на той час близько 70 % зовнішньої торгівлі Югославії здійснювалося з країнами ЄЕС. Французький політик Клод Шейссон, який був членом комісії Делора, відповідальної за середземноморську політику та відносини Північ-Південь, був найрішучішим прихильником югославської інтеграції, і італієць Джанні Де Міхеліс та німець Ганс Дітріх Геншер не були проти цієї ідеї. Геншер вважав, що Югославія може додатково зміцнити довіру до ЄЕС серед країн, які не є членами НАТО, але офіційні переговори тоді не почалися.
У травні 1991 року президент ЄС Жак Делор і прем'єр-міністр Люксембургу Жак Сантер запропонували підписати угоду про асоціацію та угоду про підтримку структурних реформ у розмірі 5,5 мільярдів доларів, але в той час югославські війни вже перебували на початковій фазі. Дві найбільші республіки-складники, Хорватія та Сербія, які очолювали прихильники жорсткої лінії Франьо Туджман і Слободан Мілошевич відповідно, відмовилися від цієї пропозиції. У червні 1991 року місія ЄЕС, сформована міністрами закордонних справ Люксембургу, Італії та Нідерландів, відвідала Белград, де вони розмовляли з прем'єр-міністром Югославії Анте Марковичем, а також Загреб, де вони переговорили з президентами Словенії Міланом Кучаном і Франьо Туджманом із Хорватії. Члени місії заявили, що економічна допомога майже в 1 мільярд доларів буде припинена, якщо військовий наступ Югославії продовжиться, а також що ЄЕС виступає за збереження Югославії як єдиного цілого. Занепокоєння громади було югославським географічним положенням, яке, як і Швейцарія, поділяло північну та південну частини Співтовариства на дві. Члени ЄЕС розділилися щодо важливості, яку вони повинні надавати потенційно суперечливим принципам самовизначення та територіальної цілісності. Канцлер Німеччини Гельмут Коль рішуче підкреслював право на самовизначення, президент Франції Франсуа Міттеран заперечував проти негайного припинення допомоги Югославії, тоді як Іспанія, Італія та Сполучене Королівство наполягали на територіальній цілісності Югославії. 25 листопада 1991 року через ескалацію бойових дій та порушення прав людини всі угоди про співробітництво між ЄЕС та СФР Югославією були скасовані. Широко сприйнятий провал ЄЕС у колишній Югославії, який підірвав довіру до спільноти та змусив її просити підтримки ООН, США та Росії, вплинув на майбутній розвиток Спільної зовнішньої політики та політики безпеки. Набуття чинності Маастрихтським договором у листопаді 1993 року, яким було створено ЄС та запроваджено спільну зовнішню політику та політику безпеки, було глибоко символічно позначено нездатністю досягти спільної позиції в Югославії.

## Події після Югославії
Колишні югославські республіки Словенія (2004) та Хорватія (2013) приєдналися до Європейського Союзу як незалежні держави, Північна Македонія, Сербія та Чорногорія ведуть переговори про вступ з 2020, 2012 та 2010 років відповідно, Боснія та Герцеговина подала заявку в 2016 році, а частково визнане Косово визнається потенційним кандидатом на членство. Численні політики, науковці та громадські особи прокоментували нібито втрачену можливість членства Югославії в ЄЕС, зокрема Степан Месич, Кіро Глігоров, Мілорад Додік, Твртко Яковіна, Клаудіо Герардіні, Вук Драшкович, Владислав Йованович, і Корнеліус Адебар.

### Історія до 1957 року
- Договір про відсотки
- Розкол Тіто-Сталін

### Пов'язані поняття та події
- Європейська політика сусідства
- Тітоїзм
- Балканізація
- Югославія на пісенному конкурсі Євробачення
  - Пісенний конкурс Євробачення 1990
- Середземноморські ігри 1979 року
- Євро-1976

## Подальше читання
- Заккарія, Б. (2016). Югославська політика ЄЕС у Європі холодної війни, 1968—1980. Палгрейв Макміллан. Лондон.